# Pardosa longisepta
Pardosa longisepta är en spindelart som beskrevs av Chen och Song 2002. Pardosa longisepta ingår i släktet Pardosa och familjen vargspindlar. Inga underarter finns listade i Catalogue of Life.